# Satori

Satori.

Satori är japanska för bodhi och betyder "upplysning". Det är nära besläktat med Kenshō (見性), "insikt" och ett viktigt begrepp inom zenbuddhism.